# 노기자카46의 역사

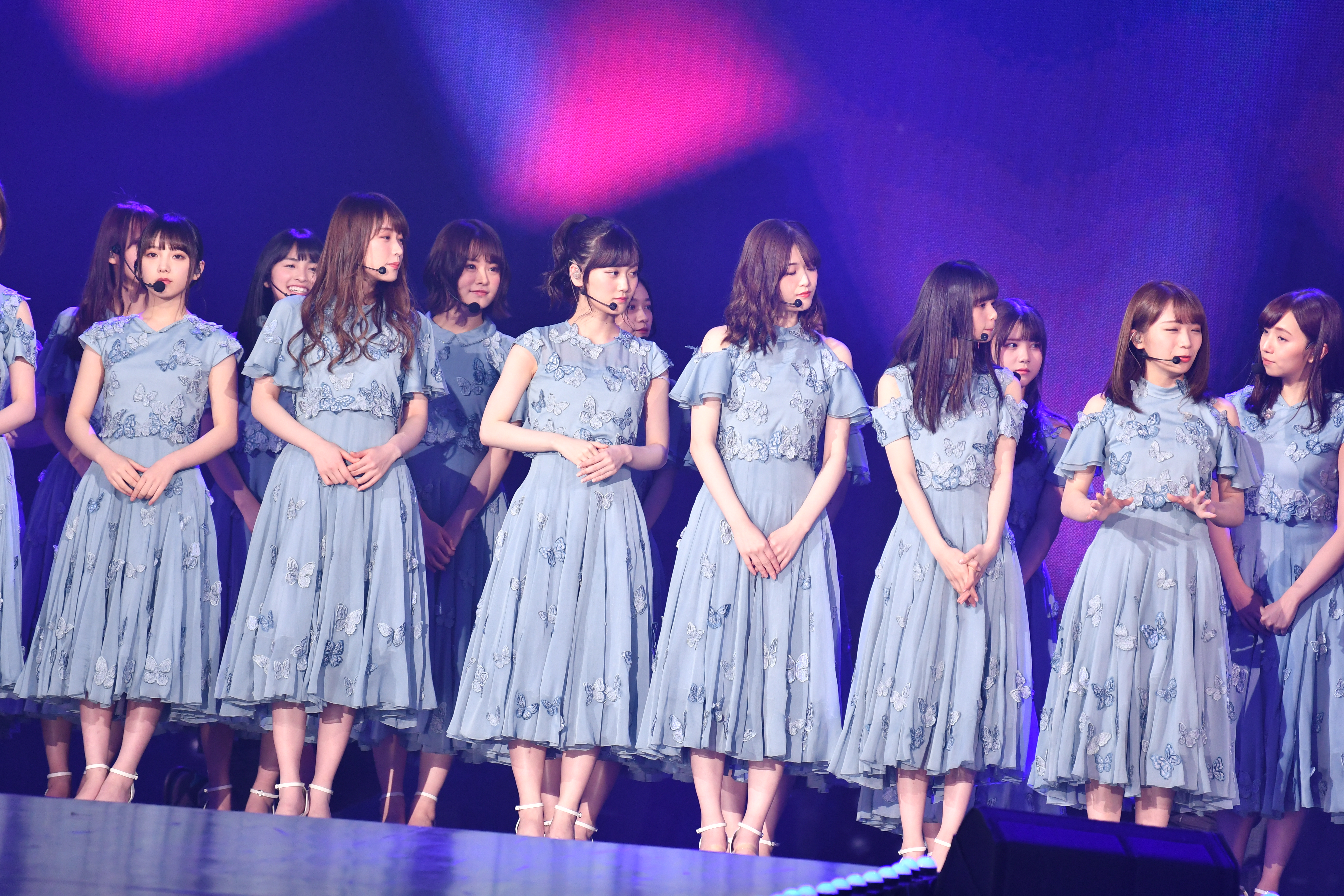
노기자카46

이 문서에서는 노기자카46의 역사에 대해 설명한다.

## 내력

### 2011년
- 8월 22일, 38,934명 중에서 제1기 멤버 36명, 피로연.
- 10월 2일, TV 아이치 제작·TV 도쿄 계열 6국 넷에서, 그룹 최초의 관 프로그램이 되는 《노기자카는 어디?》의 방송을 개시.

### 2012년
- 1월 19일, 《AKB48 리퀘스트 아워 세트리스트 베스트 100 2012》의 첫날 서프라이즈로 등장해, 데뷔곡 〈빙글빙글 커튼〉을 피로.
- 2월 6일, 《MUSIC JAPAN》(NHK 종합)의 수록에서 AKB48, SKE48, NMB48와 TV 첫 공동 출연.
- 2월 22일, Sony Music Records로부터 〈빙글빙글 커튼〉으로 CD 데뷔.
- 5월 1일, 오이타시의 관광 특사로 취임[1].
- 3rd 싱글의 커플링곡·〈사람은 왜 달리는가?〉가 2012 FIFA U-20 여자 월드컵의 공식 테마 곡으로 선택되어[2], 대회를 방송한 후지 TV가 사전에 특방으로 방송한 《영 나데시코 응원 위원회》(8월 13일 ~ 16일)[3]나 《FIFA U-20 여자 월드컵 영 나데시코 응원 SP》(8월 19일)[4]에 멤버가 출연하거나, 선전을 겸하여 〈논스톱!〉의 일기 예보 코너(8월 13일 ~ 16일)에, 이와세 유미코·야마토 리나(이상 13일), 이치키 레나·마츠무라 사유리(이상 14일), 이쿠타 에리카·사쿠라이 레이카(이상 15일), 이코마 리나·시라이시 마이(이상 16일)가 출연, 이에 더해 사전 이벤트(8월 15일)[5]나 퍼블릭 뷰잉(8월 19일·22일)[6], 그리고 대회의 클로징 세리머니(9월 7일)[7] 등에 멤버가 출연.
- 9월 1일 ~ 9일, PARCO 극장에서 《16인의 프린시펄》 공연.
- 11월 2일·3일, 〈제46회 붓쿄 대학 학원제 오우료제〉(2일)[8], 〈제35회 칸사이 대학 통일 학원제 칸샤제〉(3일)[9]에서, 노기자카46로서 처음으로 학원제에 출연[10][11].
- 11월 15일 ~ 18일, WTCC 월드 투어링카 챔피언십 마카오 GP에 〈노기자카46 with cipher Racing Team〉으로서 케이 코졸리노를 드라이버로 타이업해, 현지에서 타카야마 카즈미, 니시노 나나세, 노죠 아미, 후카가와 마이, 와카츠키 유미가 참가했다[12][13][14][15][16][17][18].
- 12월 10일에 발매된 《CM NOW》 2013년 1 ~ 2월호(겐코샤)에 게재된 〈독자가 뽑는 CM 대상〉에서, 〈신인 탤런트〉 부문에서 8위를 획득했다[19].
  - 멤버 중에서 유일하게 단독으로 CM 출연을 한 호시노 미나미도 마찬가지로 〈신인 탤런트〉 부문에서 6위를 획득[19].
  - 이 〈CM 대상〉에서는, 노기자카46가 출연한 이하의 3CM도 베스트 50에 들어갔다.
    - 하우스식품 〈메가샤키〉 (2012년 7월 ~ ) - 19위
    - HTC NIPPON 〈au HTC J ISW13HT〉 (2012년 4월 ~ ) - 41위
    - 메이지 수제 초콜릿 커튼 건네기 편 (2012년 1월 ~ 2월) - 42위
- 12월 21일에 발표된 〈오리콘 연간 랭킹〉의 〈신인 셀스〉 부문에서, 8.7억 엔의 연간 총 매상을 기록해, 이른바 〈48 그룹〉이 과거에 달성하지 못했던, 동 부문의 1위를 달성했다.

### 2013년
- 1월 14일부터 일본 전국의 성인식 회장에서, 또 1월 21일부터 빌리지 뱅가드의 점포(일부)에서, 무료로 배포되는 《별책 나타리 선거 가이드 북》에 〈노기자카46의 선거의 기본〉이라고 하는 코너 기사가 게재되어, 멤버 중 이코마 리나·시라이시 마이·하시모토 나나미·마츠무라 사유리가 등장[20].
- 2월 22일, CD 데뷔 1주년 기념 라이브(《Birthday Live》)를 마쿠하리 멧세·마쿠하리 이벤트 홀에서 개최했다[21][22].
- 3월 12일, 전국지·일반지의 경우 그룹으로서 첫 연재가 되는, 아사히 신문·아사히 신문 디지털의 〈노기자카와, 배우다〉 기획이 개시[23].
- 4월 7일, 분카 방송에서, 주별로 약 2 ~ 3명의 멤버가 교대로 출연하는, 그룹 첫 라디오 관 프로그램이 되는 《노기자카의 〈노〉》의 방송을 개시한다[24].
- 5월 3일 ~ 12일, 아카사카 ACT 시어터에서 《16인의 프린시펄 deux》 공연.
- 5월 20일, 《노기자카는, 어디?》에서 2기생 발표.
- 5월 31일 ~ 6월 2일, 우메다 예술 극장 메인 홀에서 《16인의 프린시펄 deux》 공연.
- 7월 2일, 도쿄 미드타운에서 개최된 임야청 목재 이용 포인트의 개시 이벤트에서 〈목재 이용 포인트〉 PR 대사로 임명되었다[25].
- 8월 19일 ~ 8월 30일, 삿포로(19일)를 시작으로, 후쿠오카(23일), 오사카(27일), 나고야(28일), 도쿄(30일)의 5대 도시를 도는 《한여름의 전국 투어 2013》을 실시했다. 또한, 마지막날이 되는 도쿄 공연에서, 10월 6일에 요요기 제1체육관에서의 추가 공연이라 칭해 《한여름의 전국 투어 2013 FINAL!》을 개최하는 것이 발표되었다.
- 10월 6일, 요요기 제1체육관에서 《한여름의 전국 투어 2013 FINAL!》을 개최. 동 라이브에서 12월 20일에 노기자카46로서 첫 단독이 되는 일본 무도관 공연이 개최되는 것이 발표되었다.
- 12월 20일, 일본 무도관에서 《노기자카46 Merry X'mas Show 2013》을 개최. 동 라이브에서 2014년 2월 22일에 데뷔 2주년 기념 라이브가 요코하마 아레나에서 개최되는 것이 발표되었다[26].

### 2014년
- 2월 22일, 요코하마 아레나에서 데뷔 2주년 기념 라이브 《노기자카46 2ND YEAR BIRTHDAY LIVE》가 개최되었다[27].
- 2월 23일, 《노기자카46 Official Mobile Site》에서 멤버로부터 직접 메일이 오는 〈노기자카46 Mail〉 서비스가 개시되었다[28].
- 2월 24일, Zepp DiverCity Tokyo에서 개최된 〈AKB48 그룹 대조각 축제〉에서, 각각 교환 유학생으로서 이코마 리나가 AKB48 팀B 겸임 및 SKE48 팀E의 마츠이 레나가 노기자카46 겸임이 발표되었다[29].
- 3월 1일, 《AKB48 SHOW!!》(NHK BS 프리미엄)에서, 〈노기자카46 SHOW!〉를 방송[30].
- 5월 30일 ~ 6월 15일, 《16인의 프린시펄 trois》(아카사카 ACT 시어터)를 공연[31].
- 7월 5일, 《JAPAN EXPO 2014》(프랑스)에 출연[32].
- 7월 25일·26일, 《노기자카46 언더 라이브》(AiiA Theater Tokyo)를 개최[33].
- 8월 16일 ~ 30일, 《노기자카46 한여름의 전국 투어 2014》를 개최[34]. 오사카(16일), 후쿠오카(21일), 센다이(24일), 나고야(26일), 도쿄(30일).
- 10월 5일 ~ 19일, 《언더 라이브 2nd 시즌》을 개최[35].
- 12월 12일, 《언더 라이브 2nd 시즌 FINAL! ~Merry X'mas “이브” Show 2014~》를 개최[36].
- 12월 13일 ~ 14일, 《Merry X'mas Show 2014》를 개최[36].

### 2015년
- 1월 7일, 1st 앨범 《투명한 색》을 발매.
- 2월 22일, 《노기자카46 3rd Birthday Live》를 개최[37].
- 3월 26일, 사이타마 슈퍼 아레나에서 개최된 《AKB48 봄의 단독 콘서트 ~ 차기 총감독 아직 수행 중!~》에서 이코마 리나와 마츠이 레나가 겸임해제를 발표하였다.
- 4월 13일, 《노기자카는 어디?》의 방송 종료.
- 4월 14일 ~ 19일, 《노기자카46 언더 라이브 3rd 시즌》을 개최.
- 4월 20일, 《노기자카 공사중》(TV 아이치 제작·TV 도쿄 계열)의 방송 개시.
- 6월 27일, 관련 그룹 〈토리이자카46〉가 8월 21일에 결성되는 것이 밝혀졌다[38]. 그룹명을 〈케야키자카46〉로 변경.
- 7월 10일, 노기자카46 첫 다큐멘터리 영화 《슬픔 잊는 법 Documentary of 노기자카46》를 공개[39].
- 8월 5일 ~ 31일, 《한여름의 전국 투어 2015》를 개최[40]. 미야기(5일·6일), 나고야(8일·9일), 히로시마(15일·16일), 후쿠오카(22일·23일), 오사카(25일·26일), 도쿄(30일·31일).
- 10월 1일 ~ 12일, 《모든 개는 천국에 간다》(AiiA Theater Tokyo)를 공연[41].
- 10월 6일, 《제28회 안경 베스트 드레서상》에서 특별상을 수상[42].
- 11월 26일, 《제66회 NHK 홍백가합전》 출장이 결정되었다[43].
- 12월 31일, 《제66회 NHK 홍백가합전》 첫 출장.

### 2016년
- 1월 25일, 《GUM ROCK FES. IN 일본 무도관》에 출연[44].
- 2월 27일, 《제30회 일본 골드 디스크 대상》의 베스트 5 싱글에 〈태양 노크〉가 선출되었다[45][46].
- 5월 25일, 2nd 앨범 《각각의 의자》를 발매.
- 6월 15일 ~ 8월 30일, 《한여름의 전국 투어 2016》을 개최. 시즈오카(6월 15일·16일, 후카가와 마이 졸업 콘서트로서), 오사카(7월 22일·23일), 나고야 (8월 6일·7일), 미야기(13일·14일), 후쿠오카(18일·19일), 도쿄(28일·29일·30일, 4th YEAR BIRTHDAY LIVE로서).
- 7월 4일, 3기생 오디션 모집 개시.
- 9월 4일, 《노기자카46 제3기생 결정 스페셜!》(LINE LIVE)에서 3기생 합격자 12명 첫 피로.
- 12월 6일 ~ 10일, 일본 무도관에서 《Merry Xmas Show 2016 ~선발단독공연~》, 《Merry Xmas Show 2016 ~언더단독공연~》, 3기생 《오모테나시회》를 개최.
- 12월 31일, 《제67회 NHK 홍백가합전》 두 번째 출장.

### 2017년
- 2월 20일 ~ 22일, 하시모토 나나미 졸업 콘서트를 포함한 《노기자카46 5th YEAR BIRTHDAY LIVE》(사이타마 슈퍼 아레나)를 개최.
- 7월 1일 ~ 10월 9일, 《한여름의 전국 투어 2017》를 개최. 도쿄(7월 1일·2일), 센다이(8월 11일 ~ 13일), 오사카(16일 ~ 18일), 나고야 (22일·23일), 니가타(10월 8일·9일).
- 11월 7일 ~ 8월, 첫 도쿄 돔 공연 《한여름의 전국 투어 2017 FINAL!》를 개최.
- 12월 30일, 《제59회 일본 레코드 대상》에서 〈인플루언서〉에서 일본 레코드 대상을 수상[47].
- 12월 31일, 《제68회 NHK 홍백가합전》 세 번째 출장.

### 2018년
- 2월 21일, 사카미치 시리즈 제3장, 아키모토 야스시와 요시모토 흥업에 의해 아이돌 유닛 프로젝트 〈요시모토자카46〉의 활동이 발표되었다[48].
- 여름, 노기자카46, 케야키자카46, 히라가나 케야키자카46의 사카미치 시리즈 3 그룹 합동 오디션을 개최[49].
- 7월 6일 ~ 9월 2일, 6th YEAR BIRTHDAY LIVE를 포함한 《한여름의 전국 투어 2018》을 개최. 도쿄(7월 6일 ~ 8일), 후쿠오카(21일·22일), 오사카(8월 4일·5일), 아이치(26일·27일), 미야기(9월 1일·2일). 7월 6일 ~ 8일 도쿄 공연은 〈싱크로니시티 라이브〉로서, 인접한 메이지 진구 야구장과 지치부노미야 럭비장의 2개 회장간을 멤버가 오가며 양 회장에서 다른 세트리스트에서의 콘서트를 동시 개최. 동일 아티스트의 단독 라이브로서는 사상 처음이 되는 2개 회장의 동시 개최가 되었다. 마지막 날 8일의 라이브에서 신 프로젝트 〈좀비 프로젝트〉의 활동을 발표하였다.
- 11월 29일, 사카미치 시리즈 3 그룹 합동 오디션의 합격자 39명의 배속처가 발표되어, 4기생로서 11명이 가입하게 되었다.
- 12월 1일, 첫 해외 단독 공연이 되는 《NOGIZAKA46 LIVE in Shanghai 2018》(상하이 메르세데스 아레나)을 개최.
- 12월 3일, 일본 무도관에서 《오모테나시회》를 개최해, 4기생 11명이 피로했다.
- 12월 30일, 《제60회 일본 레코드 대상》에서 〈싱크로니시티〉에서 일본 레코드 대상을 2연속 수상.
- 12월 31일, 《제69회 NHK 홍백가합전》 네 번째 출장.

### 2019년
- 1월 11일 ~ 5월 12일, 《노기자카46 Artworks 대체로 전부회》(소니 뮤직 롯폰기 뮤지움)를 개최.
- 1월 27일, 대만에서 《NOGIZAKA46 LIVE in Taipei 2019》(타이베이 아레나)를 개최.
- 2월 21일 ~ 24일, 니시노 나나세 졸업 콘서트(24일)를 포함한 《노기자카46 7th YEAR BIRTHDAY LIVE》(쿄세라 오사카)를 개최.
- 7월 3일 ~ 9월 1일, 나고야(7월 3일·4일), 후쿠오카(7월 21일·22일), 오사카(8월 14일·15일), 도쿄(8월 30일 ~ 9월 1일). 8월 15일에 개최되는 오사카 공연에서 태풍 10호로 인해 개최가 중지되었다. 노기자카46의 공연이 중지되는 것이 처음이다.
- 9월 2일, 캡틴 사쿠라이 레이카가 졸업해, 아키모토 마나츠가 2대 캡틴에 취임.
- 10월 25일 ~ 26일, 중국 상하이에서 《NOGIZAKA46 LIVE in Shanghai 2019》(메르세데스 벤츠 아레나)를 개최.
- 12월 31일, 《제70회 NHK 홍백가합전》 다섯 번째 출장.

### 2020년
- 1월 19일, 대만에서 《NOGIZAKA46 LIVE in Taipei 2020》(타이베이 아레나)를 개최.
- 2월 15일, 사카미치 연수생 멤버 중 정식으로 그룹 배속되는 것을 발표. 동년 2월 16일에는 《사카미치 연수생 배속발표 SHOWROOM》에서 4기생에 5명이 배속되었다[50].
- 2월 21일 ~ 24일, 《노기자카46 8th YEAR BIRTHDAY LIVE》(나고야 돔)를 개최.
- 3월 7일, 요요기 제1체육관에서 개최 예정인 《〈노기자카46의 올나잇 닛폰〉 presents 노기자카46 2기생 라이브》가 신종 코로나바이러스 감염 우려로 인해 중지[51]. 그 외, 마찬가지로 3월에 개최 예정이었던 요다 유키의 사진집 전달회나[52], 4기생 출연 드라마 전달 기념 이벤트 등의 멤버 출연 이벤트도 마찬가지로 중지 및 연기[53].
- 10월 28일, 정기되었던 《시라이시 마이 졸업 라이브》가 착신 라이브로서 개최.
- 12월 31일, 《제71회 NHK 홍백가합전》 여섯 번째 출장.

### 2021년
- 2월 22일 ~ 5월 9일, 《노기자카46 9th YEAR BIRTHDAY LIVE》(마쿠하리 멧세)가 착신 라이브로서 개최.
- 5월 26일, 《노기자카46 언더 라이브 2021》(요코하마 아레나)가 착신 라이브로서 개최.
- 6월 22일 ~ 23일, 《사~유~Ready? ~사유링고 군단 라이브 / 마츠무라 사유리 졸업 콘서트~》(요코하마 아레나)가 개최.
- 7월 14일 ~ 9월 9일, 《한여름의 전국 투어 2021》를 개최. 오사카(7월 14일·15일), 미야기(7월 17일·18일), 아이치(8월 14일·15일), 후쿠오카(8월 21일·22일), 도쿄 (9월 8일·9일). 도쿄 공연은 코로나19 범유행 감염 우려로 공연 정기. 후에 11월 20일·21일로 변경.
- 7월 19일, 5기생 오디션 모집 개시.
- 11월 30일, 우메자와 미나미가 부캡틴에 취임.
- 12월 14일 ~ 15일, 《이쿠타 에리나 졸업 콘서트》(요코하마 아레나) 개최.
- 12월 31일, 《제72회 NHK 홍백가합전》 일곱 번째 출장.

### 2022년
- 2월 1일, 5기생으로 11명이 가입한다고 발표되었다[54][55].
- 2월 21일 ~ 23일, 인터넷 방송 《노기자카 46시간 TV》를 착신[56].
- 2월 23일, 《5기생 오모테나시회》(마쿠하리 멧세 이벤트 홀)를 개최[55].
- 4월 27일, 2월에 행해진 《5기생 오모테나시회》에서 참가했던 멤버가 포함해, 《제2회 5기생 오모테나시회》(도쿄 국제 포럼)를 개최[57].
- 5월 14일 ~ 15일, 《노기자카46 10th YEAR BIRTHDAY LIVE》(닛산 스타디움)가 개최.
- 7월 19일 ~ 8월 31일, 《한여름의 전국 투어 2022》를 개최. 오사카(7월 19일·20일), 히로시마(7월 23일·24일), 후쿠오카(7월 30일·31일), 홋카이도(8월 11일·12일), 미야기(8월 20일·21일), 아이치 (8월 24일·25일), 도쿄 (8월 29일·30일·31일).
- 12월 31일, 《제73회 NHK 홍백가합전》 여덟 번째 출장.

### 2023년
- 2월 22일 ~ 26일, 《노기자카46 11th YEAR BIRTHDAY LIVE》(요코하마 아레나)가 개최.
- 5월 17일 ~ 18일, 《사이토 아스카 졸업 콘서트》(도쿄 돔) 개최.
- 7월 1일 ~ 8월 28일, 《한여름의 전국 투어 2023》을 개최예정. 홋카이도(7월 1일·2일), 오사카(7월 12일·13일), 히로시마(7월 15일·16일), 오키나와(7월 22일·23일), 아이치 (8월 5일·6일), 미야기(8월 14일·15일), 도쿄 (8월 25일·26일·27일·28일).
- 12월 31일, 《제74회 NHK 홍백가합전》 아홉 번째 출장.

### 2024년
- 12월 31일, 《제75회 NHK 홍백가합전》 열 번째 출장.